# Bathysa
Bathysa là một chi thực vật có hoa trong họ Thiến thảo (Rubiaceae).

## Loài
Chi Bathysa gồm các loài: